# Ulu Semong
Ulu Semong is een bestuurslaag in het regentschap Tanggamus van de provincie Lampung, Indonesië. Ulu Semong telt 4151 inwoners (volkstelling 2010).